# كاثرين أيدوس
كاثرين إيدوز (بالإنجليزية: Catherine Eddowes)‏(14 أبريل 1842 – 30 سبتمبر 1888)، هي الضحية الرابعة ضمن الضحايا الخمسة المعروفين للقاتل المتسلسل المعروف باسم جاك السفاح. يُعتقد أن هذا القاتل قتل وشوه ما لا يقل عن خمس نساء في منطقتي وايت تشابل وسبيتلفيلدز [الإنجليزية] في لندن، خلال الفترة من أواخر أغسطس إلى أوائل نوفمبر 1888.
قُتلت إيدوز في الساعات الأولى من صباح يوم الأحد 30 سبتمبر داخل منطقة مدينة لندن. وكانت الضحية الثانية التي تُقتل في تلك الليلة، إذ سبقتها إليزابيث سترايد التي قُتلت ضمن نطاق اختصاص شرطة العاصمة في غضون ساعة واحدة. تُعرف هاتان الجريمتان بـ "الحدث المزدوج"، وهو مصطلح استُخدم لأول مرة في بطاقة بريدية بعنوان "سوسي جاكي" وصلت إلى وكالة الأنباء المركزية في 1 أكتوبر.
في وقت لاحق، تم إرسال جزء من كلية بشرية يسرى إلى جورج لاسك [الإنجليزية]، رئيس لجنة المراقبة في وايت تشابل، مع رسالة تحمل ختمًا بريديًا بتاريخ 15 أكتوبر. زعم كاتب الرسالة أن الكلية أُخذت من جثة كاثرين إيدوز، التي أُزيلت كليتها اليسرى أثناء الجريمة، وأدعى أنه قام بقلي وأكل النصف الآخر. ومع ذلك، شكك معظم الخبراء في أن هذه الكلية تعود بالفعل إلى جثة إيدوز.

## روابط خارجية
- كتيب: جاك السفاح